# Гуайта, Висенте
Висе́нте Гуа́йта Панаде́ро (исп. Vicente Guaita Panadero, испанское произношение: [biˈθente ˈɣwajta panaˈðeɾo]; 10 января 1987, Торренте, Валенсия) — испанский футболист, вратарь клуба «Сельта».

## Карьера
Висенте Гуайта — воспитанник кантеры клуба «Валенсия», в основном составе дебютировал в сезоне 2008/09. Так как в межсезонье 2009 клуб приобрёл у «Мальорки» Мигеля Анхеля Мойю (таким образом, в составе клуба оказалось 4 действующих вратаря), Гуайта, как и его коллега по амплуа Ренан, на следующий сезон был отдан в аренду — в клуб Сегунды «Рекреативо». Сезон оказался для молодого вратаря удачным: пропустив в 30 матчах всего 24 мяча, Гуайта завоевал Трофей Саморы Лиги Сегунда. По окончании сезона вратарь вернулся в «Валенсию»; тренерский штаб клуба отметил успешное выступление голкипера и объявил, что рассчитывает на Висенте Гуайту, как на вратаря «Валенсии» в следующем сезоне.
Шанс оправдать доверие руководства предоставился молодому голкиперу уже в первой половине сезона 2010/11, когда один за другим получили травмы оба основных вратаря клуба — Сесар и Мойя. Гуайта сумел воспользоваться предоставившейся возможностью, к концу сезона закрепившись в качестве основного вратаря «Валенсии».
В мае 2011 года, после окончания футбольного сезона в Испании, Висенте Гуайта продлил свой контракт с «Валенсией»; соглашение голкипера с клубом было рассчитано до 2015 года.
31 июля 2014 года Гуаита был продан «Хетафе».
8 июня 2018 года Висенте на правах свободного агента стал вратарем «Кристал Пэлас».

## Достижения
- Бронзовый призёр чемпионата Испании: 2010/11
- Трофей Саморы Лиги Сегунда: 2009/10